# 金山话
金山话又稱金山方言、上海金山話，是上海市金山区当地的方言，屬於吳語太湖片苏沪嘉小片。金山话具备太湖片大多数方言片的特点，即没翘舌音。1990年發表的《金山县志·方言》初步探討了金山话。
金山话内部分三小区，分別為朱泾、亭林、枫泾。朱泾区包括朱泾镇、吕巷镇、廊下镇、张堰镇、金山卫镇、山阳镇、漕泾镇。其中朱泾、吕巷、张堰等地方言是典型的金山方言。廊下南部边界地带有浙江口音；漕泾东部边界地带有奉贤口音。亭林区包括亭林镇、朱行镇。语音特点与松江话相同。枫泾区包括枫泾镇，语音特点与浙江的嘉善、平湖市相同。